# 李唐 (宋朝)
李唐（1066年—1150年），字晞古，亦作希古，河阳三城（今河南孟县）人，宋朝画家。

## 生平
李唐原供奉北宋徽宗的画院，1127年金兵攻陷汴京，李唐颠沛流离，以卖画度日。
據成書較晚的《南宋苑畫錄》記載，李唐在逃往太行山的途中，不幸被當地的盜賊抓住了， 說是盜賊，其實不過是一群在戰亂中聚眾自保的人 ，盜賊打開了李唐的行李，沒有發現什麼金銀珠寶，卻發現了顏料和紙筆 ，他沒有奪走老畫家所淨無幾的行李， 他不但放過李唐，而且放棄了這份看起來沒有什麼前途的事業，他和60多歲的老畫家一路結伴同行，渡過戰火紛飛的長江，來到了臨安(杭州) ，這個改過自新的盜賊名叫蕭照。
南宋恢复画院后，李唐经人举荐，进入画院，授成忠郎职务。
李唐精于山水画，变荆浩、范宽之法，山水画最初用峭劲的笔墨，写出北方山河雄峻气势；晚年去繁就简，创大斧劈皴；画水打破鱼鳞纹程式，而得盘涡动荡之状；兼工人物画，初似李公麟，后衣褶变为方折劲硬；并以画牛著称。
描绘青绿山水，如《万壑松风图》、《长夏江寺图》等，是北派山水的著名代表人之一，其后用笔及取景变的简括凝炼、构图精练、意境优美，开辟南宋的新画风，并创作人物画《胡笳十八拍》、《采薇图》等，借历史抒发怀念故国，希图中兴的感情。
李唐的画风对后世有很大影响，他也培养了一些傑出弟子如蕭照，其后马远、夏圭继承和发展了他的画风，和他一起，并称为「南宋四家」（李唐、刘松年、马远、夏圭）。
|                                | 南宋四家 南宋画院画家 |
| 李唐 \| 劉松年 \| 马远 \| 夏圭 |                       |